# Forteresse de Wanping
 (mai 2019).
Si vous disposez d'ouvrages ou d'articles de référence ou si vous connaissez des sites web de qualité traitant du thème abordé ici, merci de compléter l'article en donnant les références utiles à sa vérifiabilité et en les liant à la section « Notes et références ».
La forteresse Wanping (en chinois : 宛平城 ; pinyin : wǎnpíng chéng), est une ancienne forteresse créée entre 1638 et 1640 sous la dynastie Ming, à Pékin. Elle et est aujourd'hui devenu un musée.

## Galerie

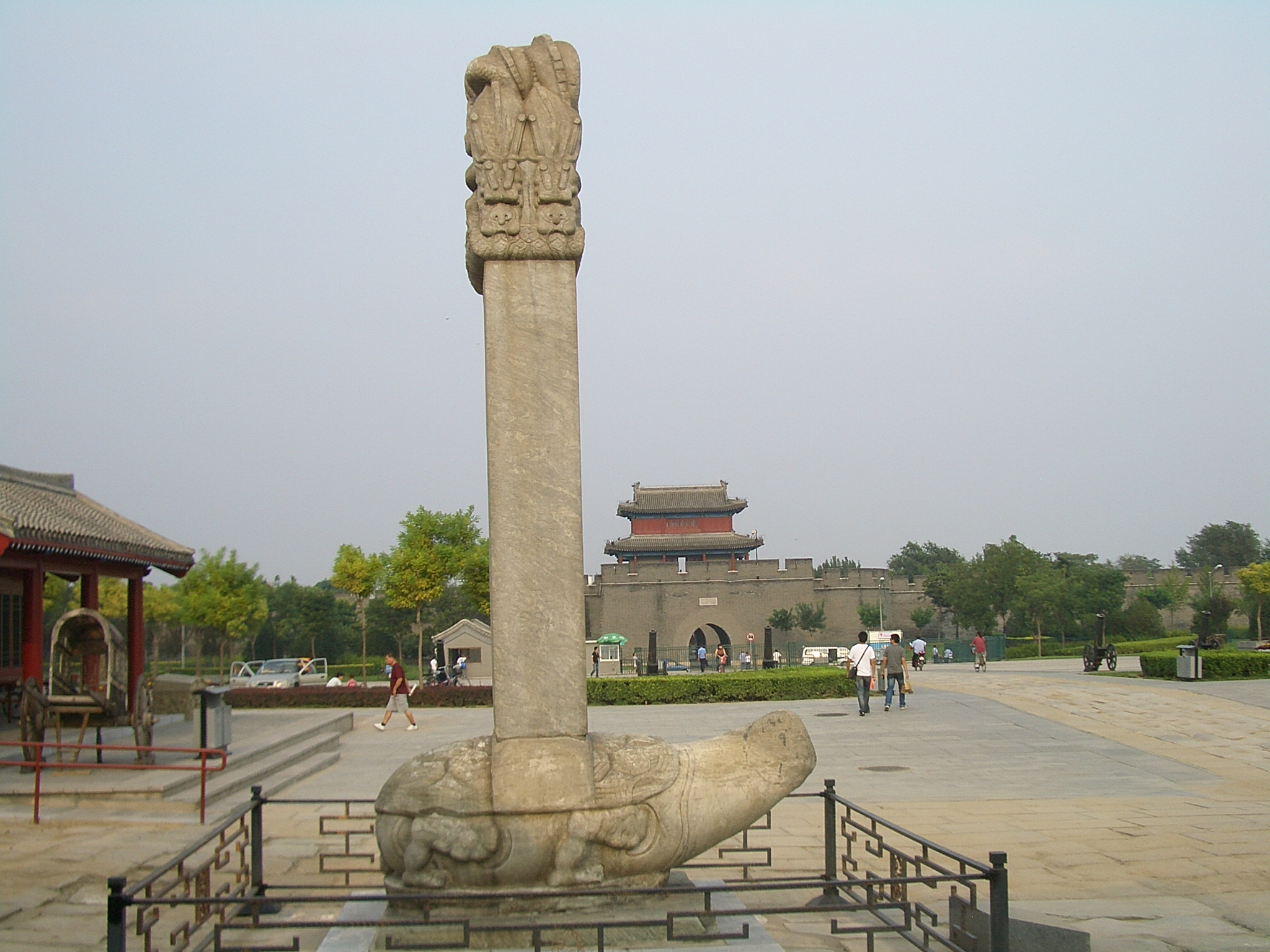
Le portail ouest vu de loin.
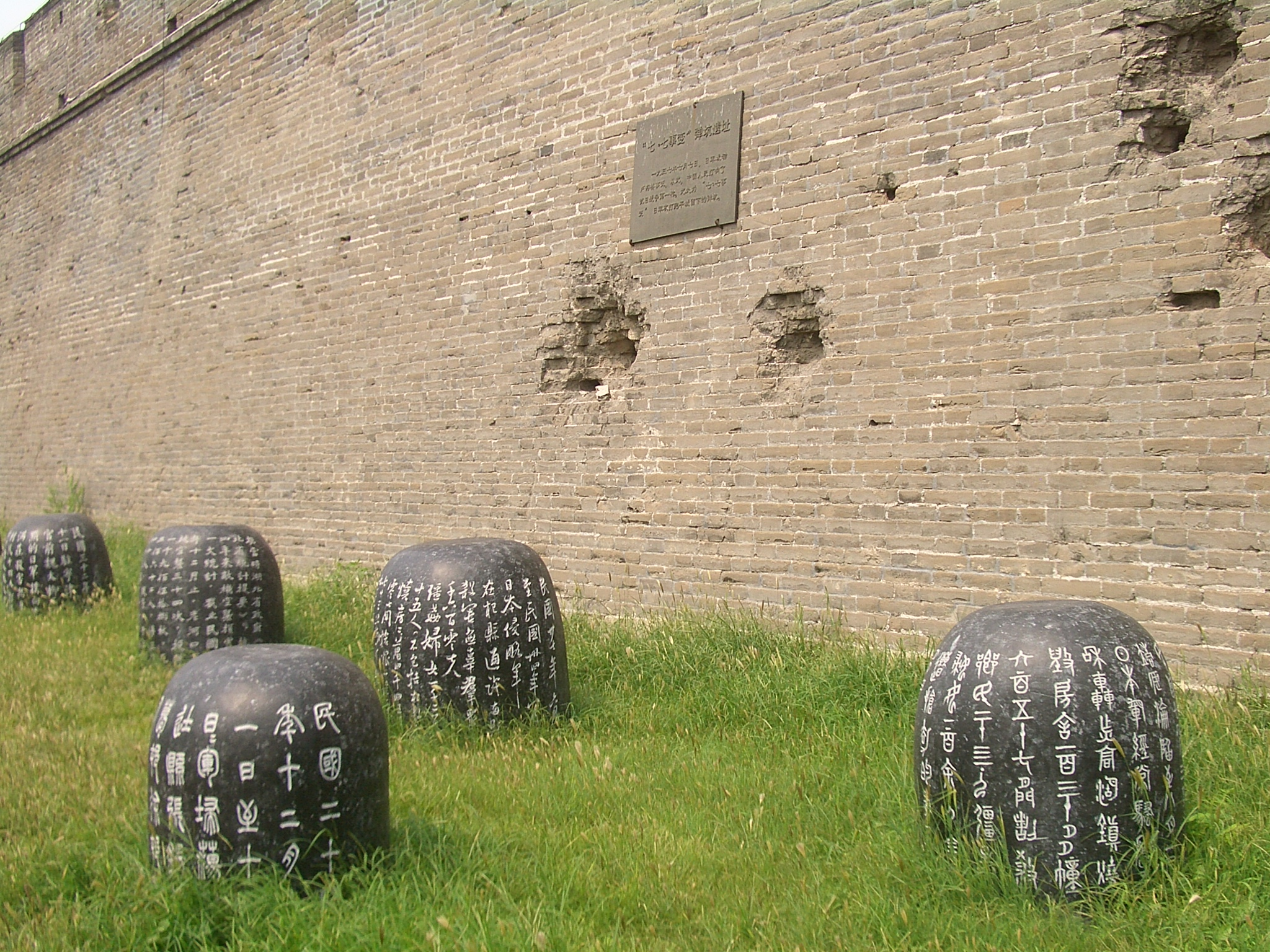
Les murs de la forteresse endommagés par les obus japonais pendant l'incident du pont Marco Polo.
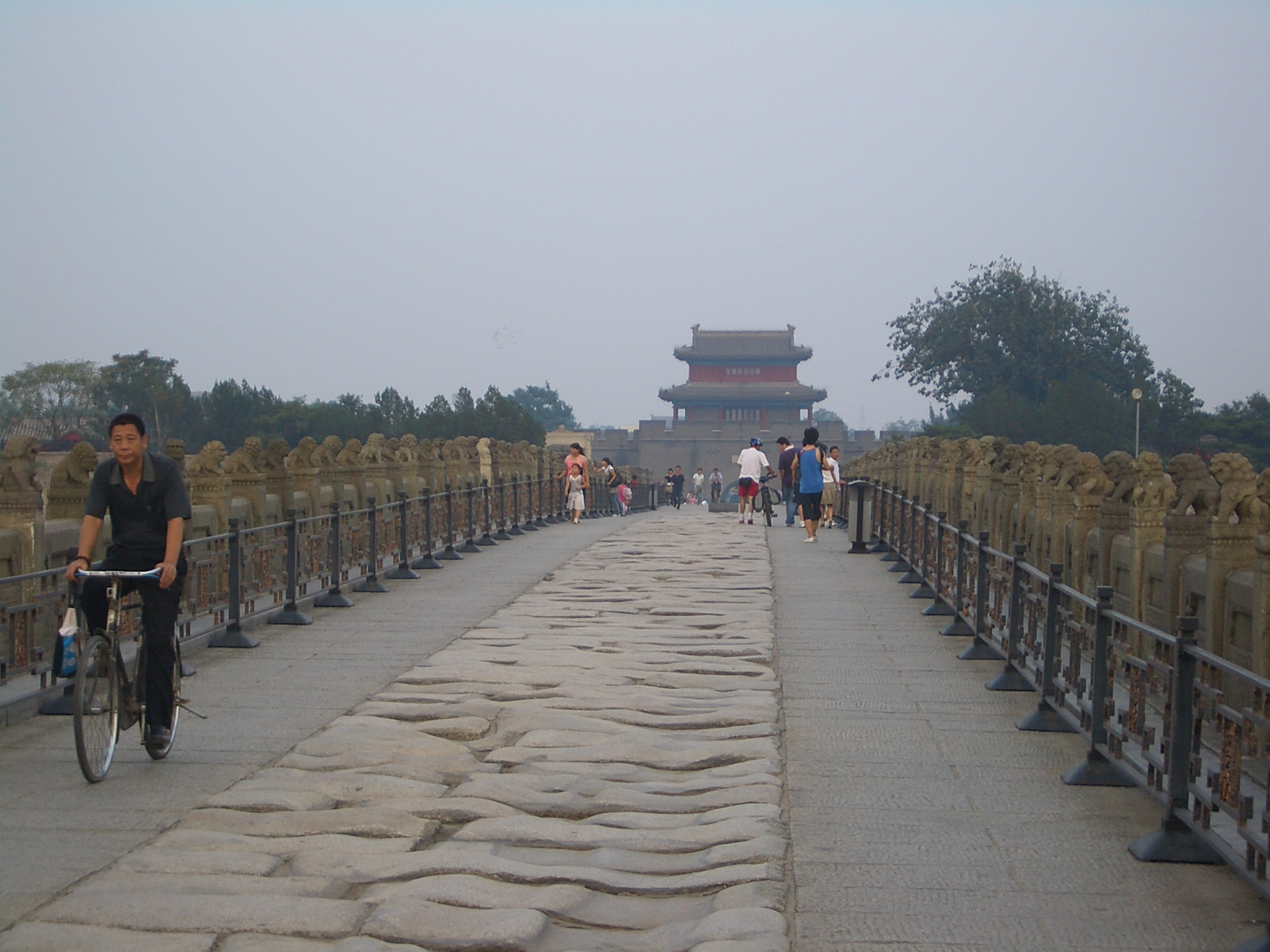
La forteresse vue du Pont Marco-Polo (ou Pont Lugou).
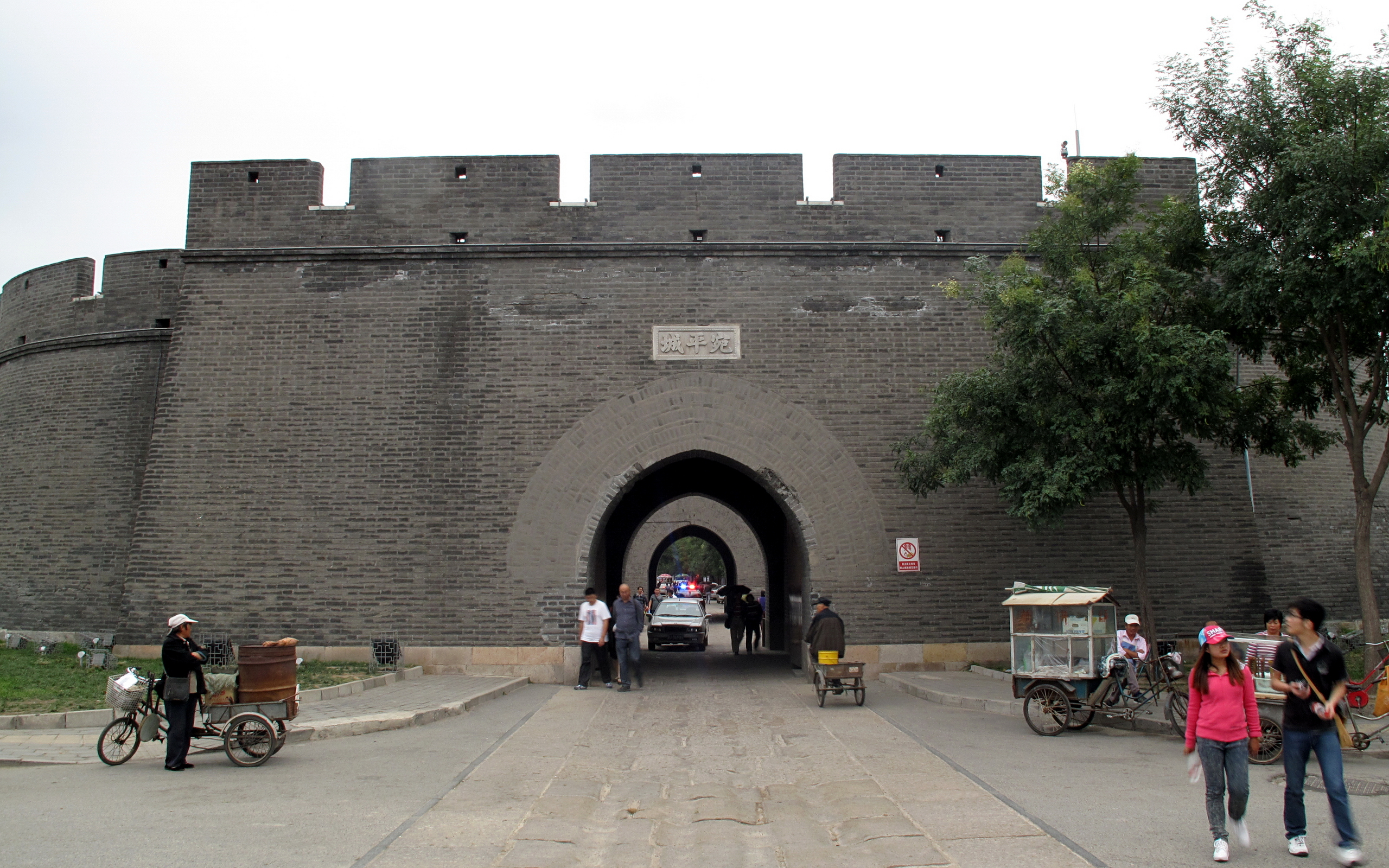
Mur du portail ouest.
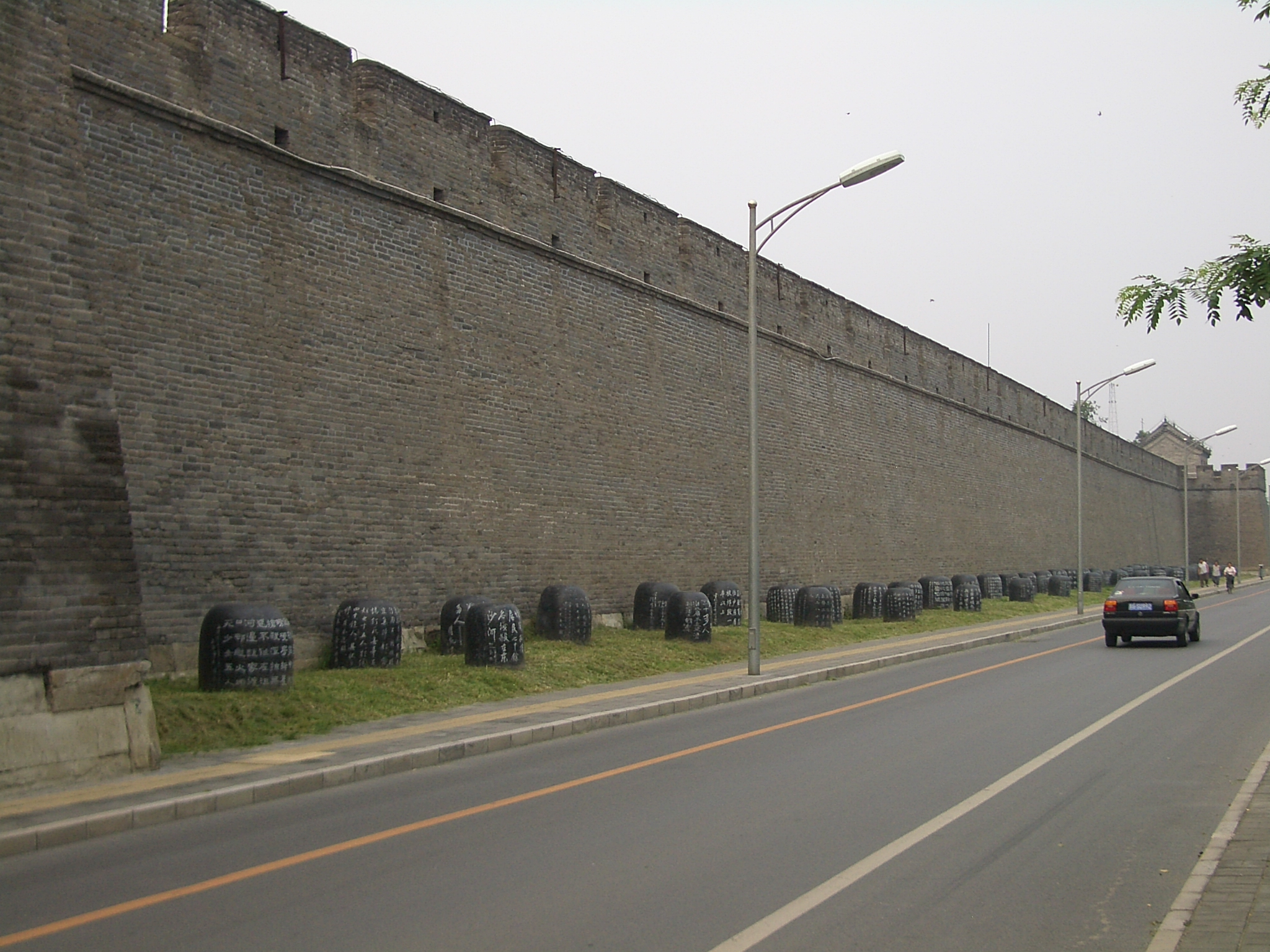
Les murs de la forteresse.